# Helen Dore Boylston
Helen Dore Boylston (* 4. April 1895 in Portsmouth, New Hampshire; † 30. September 1984 in Trumbull, Connecticut) war die US-amerikanische Autorin zweier populärer Jugendbuchreihen über die Krankenschwester Sue Barton (in der deutschen Fassung als Susanne Barden übertragen) und die Schauspielerin Carol Page.

## Leben und Wirken

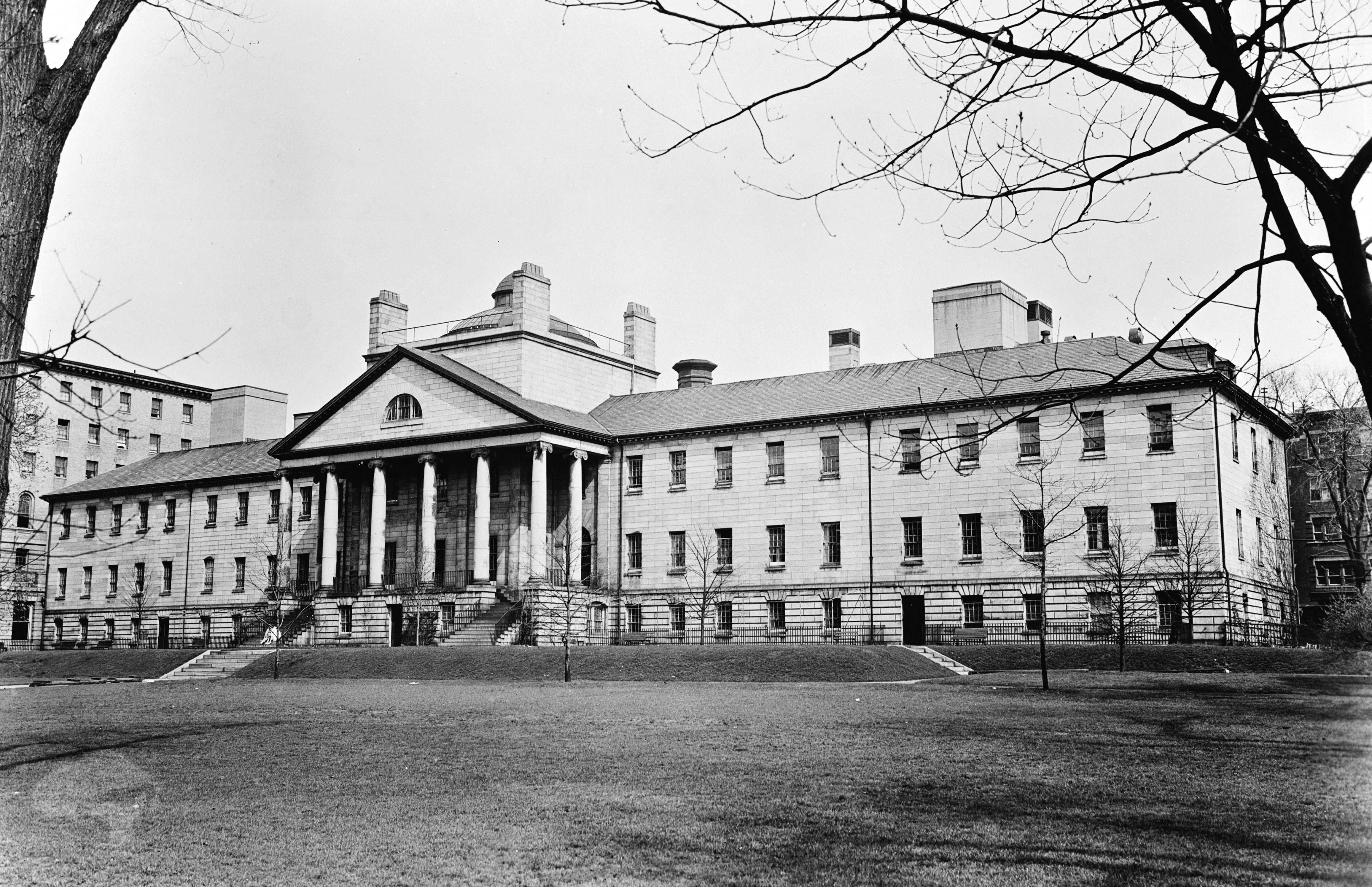
Massachusetts General Hospital

Helen Boylston verbrachte ihre Kindheit in Portsmouth, New Hampshire, und besuchte dann für ein Jahr das Simmons College in Boston. Zunächst wollte sie wie ihr Vater Medizin studieren, entschied sich dann aber wegen der kürzeren Ausbildung für den Beruf der Krankenschwester. 1915 erwarb sie ihren Abschluss am Allgemeinen Krankenhaus von Massachusetts und fuhr noch vor Kriegseintritt der USA mit einer Gruppe Ärzte und Krankenschwestern der Harvard-Universität nach Frankreich, wo sie den Britischen Expeditionsstreitkräften eingegliedert wurden.
Im Ersten Weltkrieg versorgte Boylston Verwundete, wobei sie sich auf Anästhesie spezialisierte und den Rang eines Hauptmanns erreichte. Über ihre Erfahrungen im Krieg veröffentlichte sie 1927 das Buch "Sister": Diary of a War Nurse („Schwester“: Tagebuch einer Kriegskrankenschwester).
Nach dem Waffenstillstand 1918 blieb Boylston in Europa und arbeitete zwei Jahre lang für das Rote Kreuz, wobei sie Zivilisten in Albanien, Polen, Russland, Italien und Deutschland versorgte. Bei verschiedenen Aufenthalten in den Vereinigten Staaten leitete sie eine Ambulanz und unterrichtete Anästhesie am Allgemeinen Krankenhaus von Massachusetts, arbeitete als Psychiatrieschwester in New York sowie als Oberschwester an einem Krankenhaus in Connecticut. Den dort gewonnenen Erfahrungsschatz nutzte sie später für ihre Bücher. Zwischen 1921 und 1924 war sie wieder für das Rote Kreuz tätig.

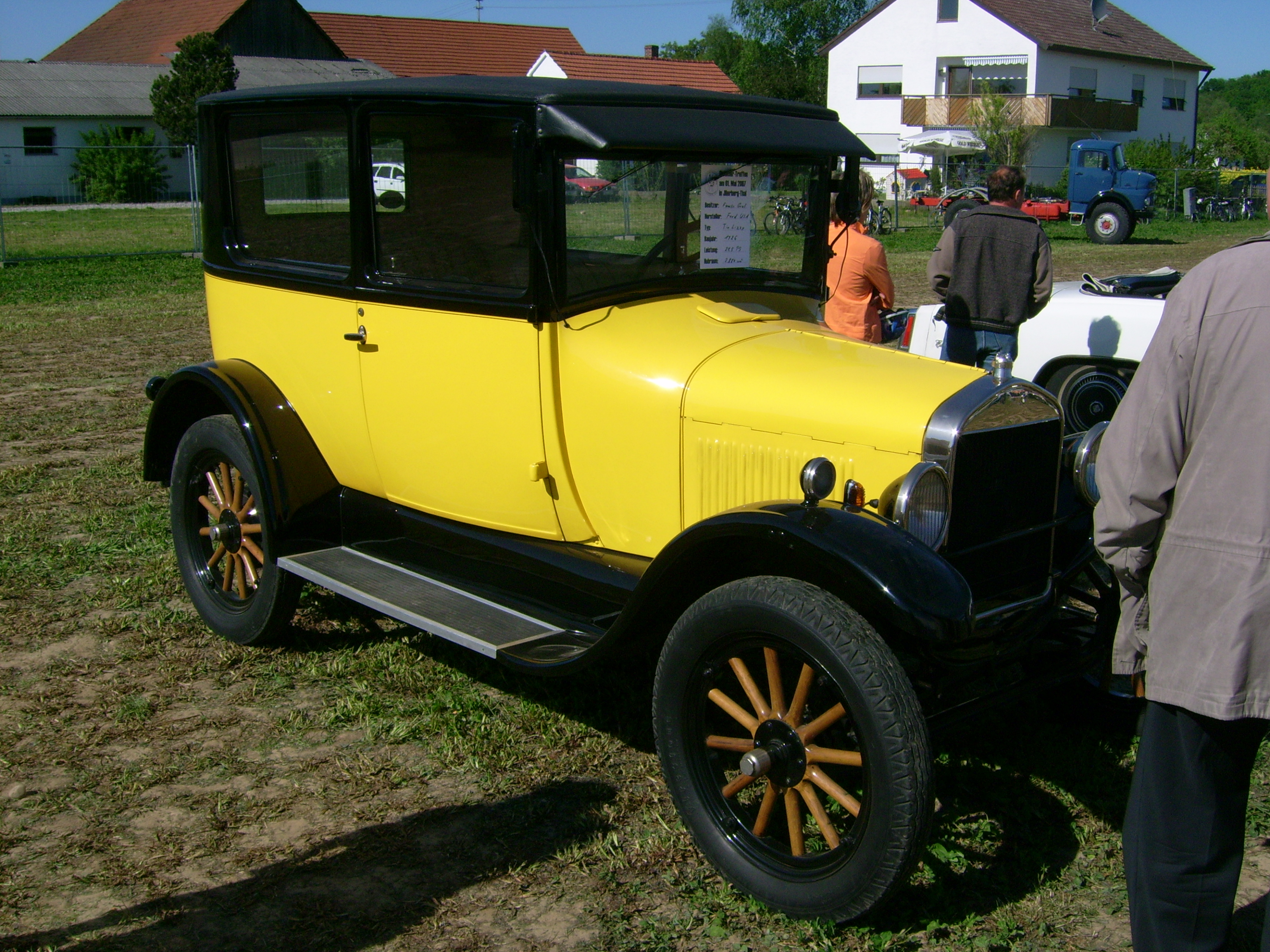
Ford Modell T von 1926

 In einem Zug zwischen Paris und Warschau traf Boylston die Journalistin Rose Wilder Lane, die Tochter der damals noch unbekannten Laura Ingalls Wilder, der Verfasserin der Buchreihe Little House on the Prairie. Boylston war immer noch begierig auf Abenteuer und schrieb einem Freund: Papa will, dass ich mich niederlasse, aber ich bin jung! Ich bin jung! Warum soll ich nicht leben? Was ist das Alter wert, wenn man sich nur an vierzig Jahre leerer Tage erinnern kann? 1926 reisten Lane, Boylston und ihre französische Bedienstete von Paris nach Albanien in einem Wagen namens „Zenobia“. Sie hatten vor, in Albanien vom Schreiben zu leben. Ein Reisebericht unter dem Titel Travels with Zenobia: Paris to Albania by Model T Ford (Auf Fahrt mit Zenobia: Von Paris nach Albanien mit einem Ford Modell T) wurde 1983 veröffentlicht.
Boylston lebte zwei Jahre lang in Tirana. Ihr Verleger erzählt, dass sie „einmal den albanischen Premierminister dazu brachte, ihr den Koffer vom Boot zu tragen, und versuchte, ihm Trinkgeld zu geben, weil sie nicht wusste, wer er war.“ Bei anderer Gelegenheit wurde sie zwei Stunden lang in einem Graben in Südalbanien beschossen, weil jemand sie verwechselt hatte. In Albanien half sie in einer Krankenschwesterschule, die von einer ehemaligen Kommilitonin aus Massachusetts geleitet wurde. Nach zwei Jahren sah sie in einer Zeitschrift das Bild einer gebackenen Kartoffel, bekam Heimweh und kehrte in die USA zurück, wo sie zunächst in einem Zelt auf dem Grundstück der Wilders in Rocky Ridge, Missouri lebe und sich, ermutigt vom Erfolg ihres Kriegstagebuchs, im Sommer 1928 ganz der Schriftstellerei zuwandte. Sie veröffentlichte Artikel und Kurzgeschichten in The Atlantic Monthly, Harper's und Argosy, schrieb ein Manuskript für die Kanadische Rundfunkgesellschaft, sowie Erinnerungen an ihre Zeit als Lernschwester im American Journal of Nursing. In der Depression verlor sie beträchtliche Geldmittel und fing daher in den frühen dreißiger Jahren wieder an, als Krankenschwester zu arbeiten.
1936 veröffentlichte Boylston das erste ihrer sieben Sue-Barton-Bücher: Sue Barton: Student Nurse (deutsch: Susanne Barden, Hinaus ins Leben). Die Bücher verfolgten den Lebensweg einer rothaarigen Krankenschwester in ihrer Ausbildung, Berufstätigkeit, Heirat, Mutterschaft, während sie zugleich versuchte, ihre Unabhängigkeit zu wahren. Die Bücher waren überaus erfolgreich und hatten großen Einfluss auf das Rollenverständnis junger Mädchen in den 1930 bis 1950er Jahren, die einen Beruf ergreifen wollten. Sie wurden für ihre lebensnahe und unsentimentale Darstellung des Schwesternberufs gelobt. Einige der Figuren, deren Namen und Orte haben laut Boylston autobiographische Züge, die Hauptfigur Sue Barton sei dagegen frei erfunden und entspreche ihrer Idealvorstellung einer Krankenschwester.
Als die Figur Sue Barton in Sue Barton: Superintendent Nurse (deutsch: Susanne Barden, Weite Wege) mit Bill Barry verheiratet war und ihr erstes Kind erwartete, erschuf Boylston eine neue Buchreihe um eine neue berufstätige junge Frau, die Schauspielerin Carol Page. Später kehrte sie zu Sue Barton zurück und veröffentlichte 1949 und 1952 die letzten beiden Bände Sue Barton: Neighborhood Nurse und Sue Barton: Staff Nurse (deutsch: Susanne Barden, Reifen und Wirken). 1955 verfasste Boylston das Jugendbuch Clara Barton: Founder of the American Red Cross über die Krankenschwester Clara Barton aus dem Amerikanischen Bürgerkrieg.
Boylston heiratete nie. In den letzten Lebensjahren litt sie an Demenz und starb im Alter von 89 Jahren in Trumbull, Connecticut, ohne Nachkommen zu hinterlassen.

## Werke
- Literatur von und über Helen Dore Boylston im Katalog der Deutschen Nationalbibliothek
- Sister: Diary of a War Nurse (1927)
- Sue Barton, Student Nurse (1936)
- Sue Barton, Senior Nurse (1937)
- Sue Barton, Visiting Nurse (1938)
- Sue Barton, Rural Nurse (1939)
- Sue Barton, Superintendent of Nurses (1940)
- Carol Goes Backstage (1941)
- Carol Plays Summer Stock (1942)
- Carol on Broadway (1944)
- Carol on Tour (1946)
- Sue Barton, Neighborhood Nurse (1949)
- Sue Barton, Staff Nurse (1952)
- Clara Barton: Founder of American Red Cross (1955 and 1963)
- Travels With Zenobia: Paris to Albania by Model T Ford (mit Rose Wilder Lane) (1983)